# Petr Šimerka
Petr Šimerka, né le 22 novembre 1948 à Prague, est un homme politique, avocat et haut fonctionnaire tchèque.